# کیوشی تانابه
کیوشی تانابه (انگلیسی: Kiyoshi Tanabe؛ زادهٔ ۱۰ اکتبر ۱۹۴۰) بوکسور اهل ژاپن است.